# Capilla-mausoleo de San Jorge el Conquistador
La capilla-mausoleo de San Jorge el Conquistador (en búlgaro: Параклис-мавзолей „Св. Георги Победоносец“, Paraklis-mavzoley „Sv. Georgi Pobedonosets“) es un mausoleo (osario) y una capilla conmemorativa ortodoxa búlgara que se sitúa en la ciudad de Pleven (Bulgaria).
Construido entre 1903 y 1907 en estilo neobizantino por el arquitecto P. Koichev, cuyo proyecto ganó un concurso en 1903,[cita requerida] está dedicado a los soldados rusos y rumanos que cayeron en la liberación de Bulgaria durante el sitio de Plevna en 1877. Los restos de muchos de estos soldados se conservan en el mausoleo. Los íconos en el mausoleo de la capilla son obra de artistas búlgaros.[cita requerida]
El edificio lleva el nombre de San Jorge, el santo patrón de los soldados, y también se representa en el escudo de armas de Pleven. Se encuentra en la plaza principal de Vazrazhdane.